# バートロ・コローン
- バートロ・コロン

バートロ・コローン・モラレス（Bartolo Colón Morales, 1973年5月24日 - ）は、ドミニカ共和国プエルト・プラタ州アルタミラ出身の元プロ野球選手（投手）。右投右打。愛称はビッグ・セクシー、モラレス。
兄のホセ・コローンは1年だけマイナーリーグでのプレー経験がある。

## 経歴

### プロ入りとインディアンス時代
1993年6月にクリーブランド・インディアンスに契約金30万ドルで入団。
1997年4月4日にメジャーデビュー。その頃から本格派右腕として注目され、黄金期のインディアンスにおいてエースとして活躍。
1998年は6月にピッチャー・オブ・ザ・マンスを受賞するなど、前半戦は9勝4敗、防御率2.46を記録し、オールスターに選出され、勝ち投手となっている。後半戦は5勝5敗、防御率5.65に終わった。

### エクスポズ時代
2002年シーズン途中にリー・スティーブンス、ブランドン・フィリップス、グレイディ・サイズモア、クリフ・リーの交換要員としてティム・ドリューと共にモントリオール・エクスポズへトレード移籍。同年、両リーグで10勝を記録した。MLB史上、1945年のハンク・ボロウィーに次いで2人目の快挙となった。

### ホワイトソックス時代
2003年1月15日にシカゴ・ホワイトソックスへトレード移籍。ホワイトソックスでは15勝13敗、防御率3.87と前年より悪化したが、自己最多・リーグ最多タイの9完投を記録。

### エンゼルス時代
2003年12月9日に4年総額5100万ドルでアナハイム・エンゼルスへ移籍した。
2004年は18勝を記録するも防御率は5.01。
2005年は自己最多の21勝で防御率も3.48。しかし、シーズン最後の2カ月間は腰痛に苦しみ、途中降板の試合もあった。ニューヨーク・ヤンキースとのディビジョンシリーズ第5戦では2回途中で肩に激しい痛みが走り降板した。その後、チームはリーグチャンピオンシップシリーズへ進出したが、このシリーズでは登板機会はなく、シカゴ・ホワイトソックスに1勝4敗で敗退。シーズン終了後にサイ・ヤング賞を受賞したが、ニューヨークではマリアノ・リベラの受賞を望む声が多く、「ESPN.com」の記者からは防御率、奪三振、投球回などでコローンを上回る成績を残したヨハン・サンタナが獲得すべきという声もあった。
2006年はシーズン開幕前の3月に開催された第1回ワールド・ベースボール・クラシック（WBC）のドミニカ共和国代表に選出された。
シーズンでは4月16日に右肩の回旋筋を痛め、6年振りの故障者リスト入り。6月中旬に復帰後も右腕痛で7月下旬にシーズン絶望となるなど自己最低の成績に終わり、8年継続した規定投球回到達、2桁勝利も途切れた。手術を検討されたが、筋肉強化のリハビリテーションなどで回復を図った。

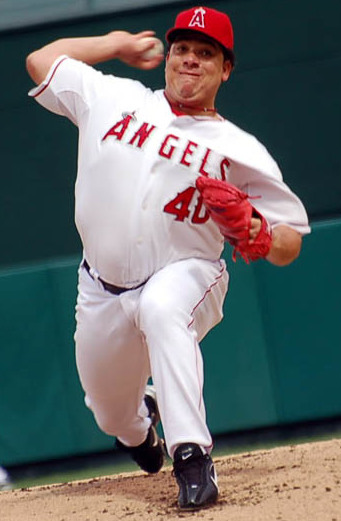
ロサンゼルス・エンゼルス・オブ・アナハイム時代
（2007年9月23日）

2007年シーズンも故障のために防御率6点台の不振に終わった。シーズン終了後にFAとなった。

### レッドソックス時代

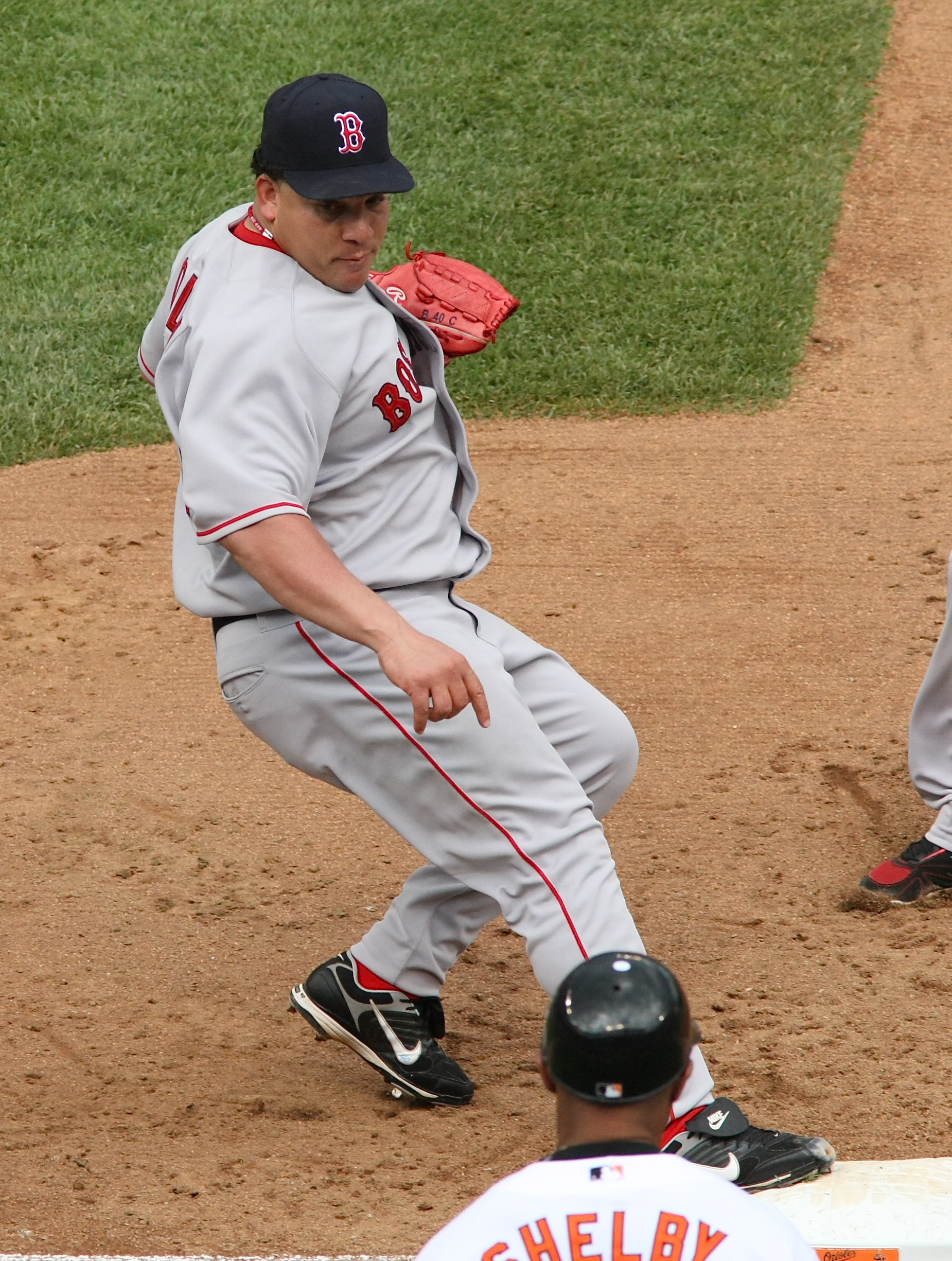
ボストン・レッドソックス時代
（2008年6月1日）

2008年2月25日にボストン・レッドソックスとマイナー契約。開幕メジャー入りはならなかったが、5月21日に昇格してメジャー復帰を果たした。そして同日本拠地フェンウェイ・パークでのカンザスシティ・ロイヤルズ戦にて先発登板をし、5回を被安打6、四球2に抑えて勝利した。5月は好調だったものの、6月は月間防御率5点台と調子を落としマイナーに降格。9月に再昇格し、1試合に先発登板した。シーズンを通じてはメジャー昇格後ワーストとなる7試合に先発登板し、39投球回に留まったが、4勝2敗、防御率3.92と成績は持ち直した。

### ホワイトソックス復帰

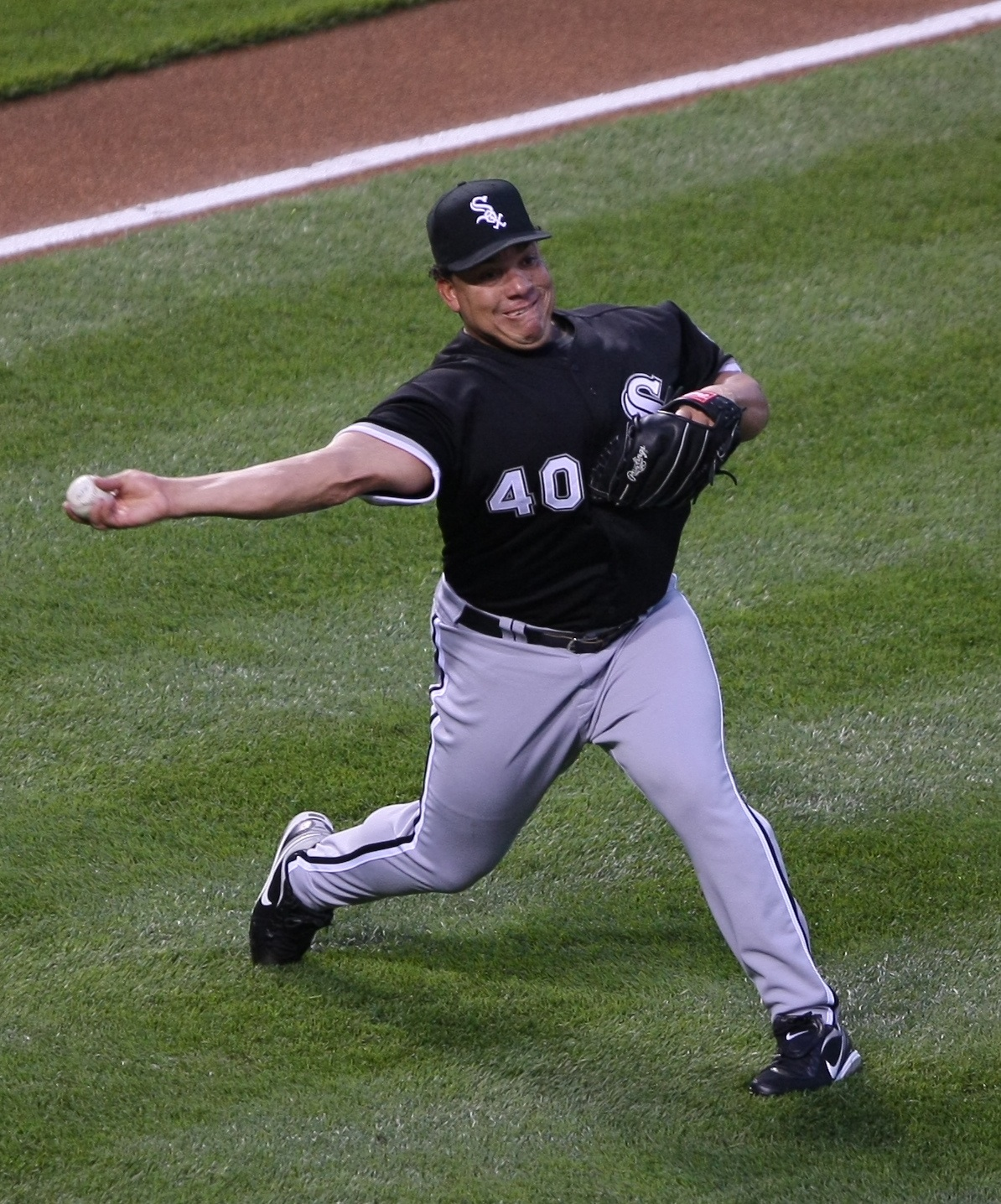
シカゴ・ホワイトソックス時代
（2009年4月23日）

2009年1月15日にホワイトソックスと1年100万ドルで契約。前年を上回る12試合に先発登板したが、3勝6敗、防御率4.19に留まった。
2010年はメジャーでの登板は無かった。

### ヤンキース時代

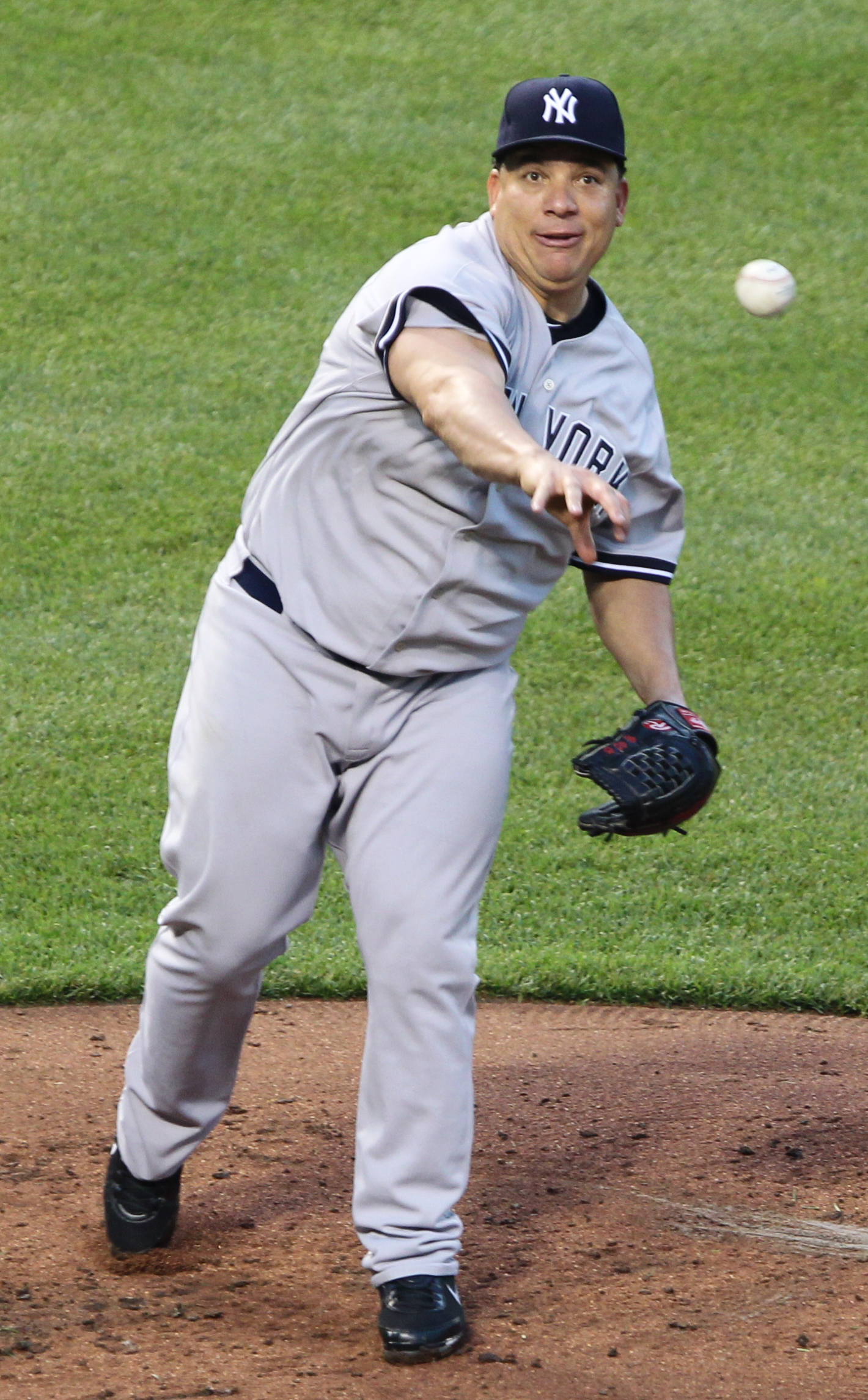
ニューヨーク・ヤンキース時代
（2011年5月18日）

2011年1月26日にニューヨーク・ヤンキースとマイナー契約を結んだ。オープン戦では結果を残し、フレディ・ガルシアと共にロースター入りを果たした。シーズン序盤はロングリリーフの役回りだったが、そこで結果を残して4月20日に先発登板の機会を得ると、7回途中2失点に抑えて約2年ぶりの勝利投手となった。5月30日には約4年ぶりとなる完封勝利を記録。以降はローテーションをほぼ年間通して守り、5年ぶりの規定投球回到達を達成。打線の援護にやや恵まれず、8勝10敗だったが防御率4.00とまずまずの成績を残した。

### アスレチックス時代

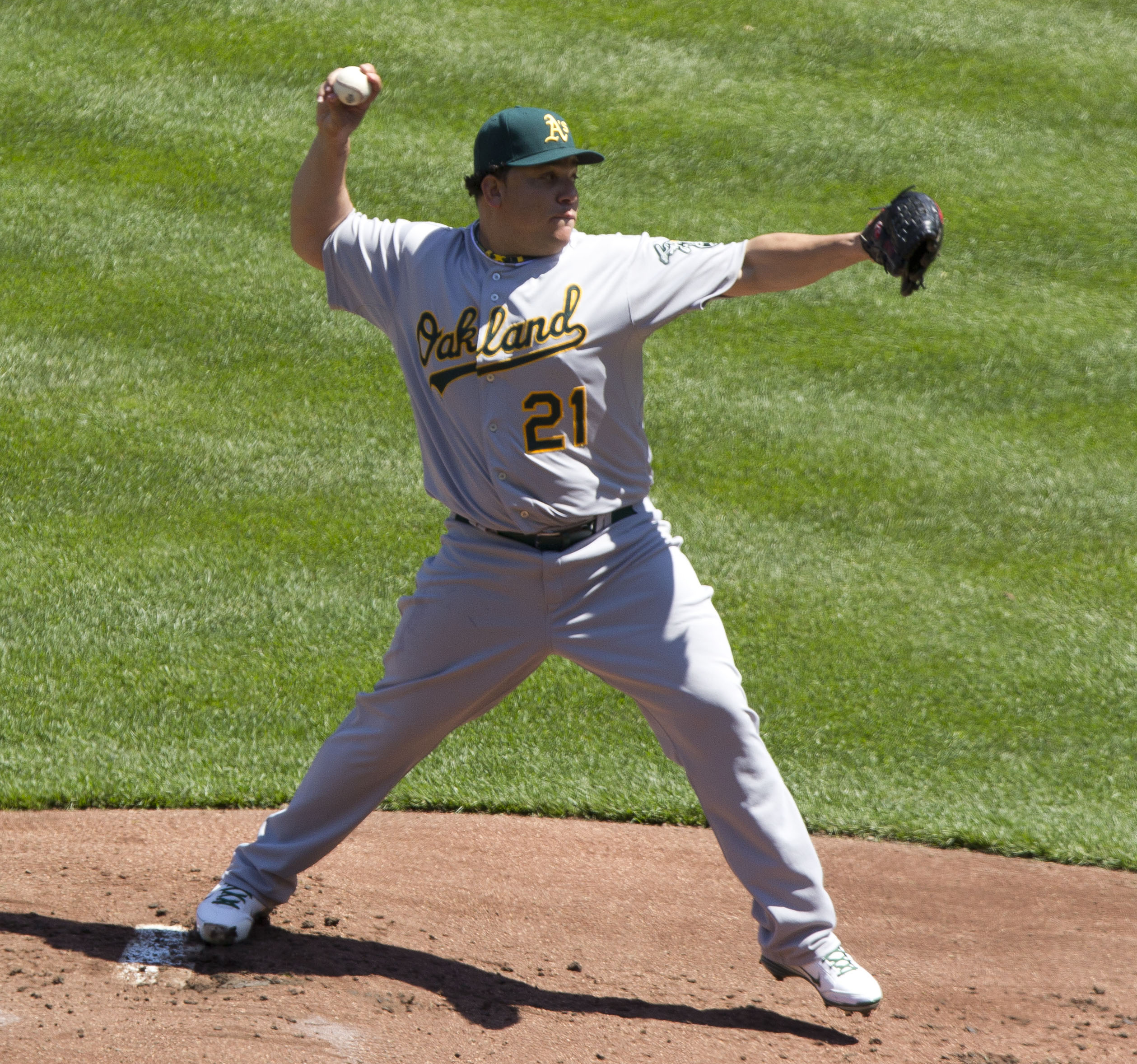
オークランド・アスレチックス時代
（2012年4月29日）

2012年はオークランド・アスレチックスに所属。シアトル・マリナーズと東京で開催したMLB日本開幕戦にアスレチックスの選手として帯同した。第2戦に先発登板し、勝利投手となった。4月18日の古巣エンゼルス戦では38球連続ストライク投球というMLB史上最長記録を樹立。しかし、8月22日にMLBの薬物検査でテストステロンの陽性反応が出たため、50試合の出場停止処分を受けた。この出場停止が響き、二年連続となる規定投球回到達はならなかったが、6年ぶりの2桁勝利となる10勝を記録し、防御率3.43と成績を向上させた。オフの11月3日に1年総額300万ドルと出来高払いで再契約を結んだ。
2013年のバイオジェネシス・スキャンダルで禁止薬物の購入が発覚したが、既に処分を受けていたために追加処分は科されなかった。同年はシーズンを通じて好調で、夏場に一度故障者リスト入りしたものの、防御率2.65（リーグ2位）は40歳にしてキャリア最高の数字だった。また18勝はリーグ2位で、リーグトップタイとなる3完封も記録した。オフの10月31日にFAとなった。

### メッツ時代

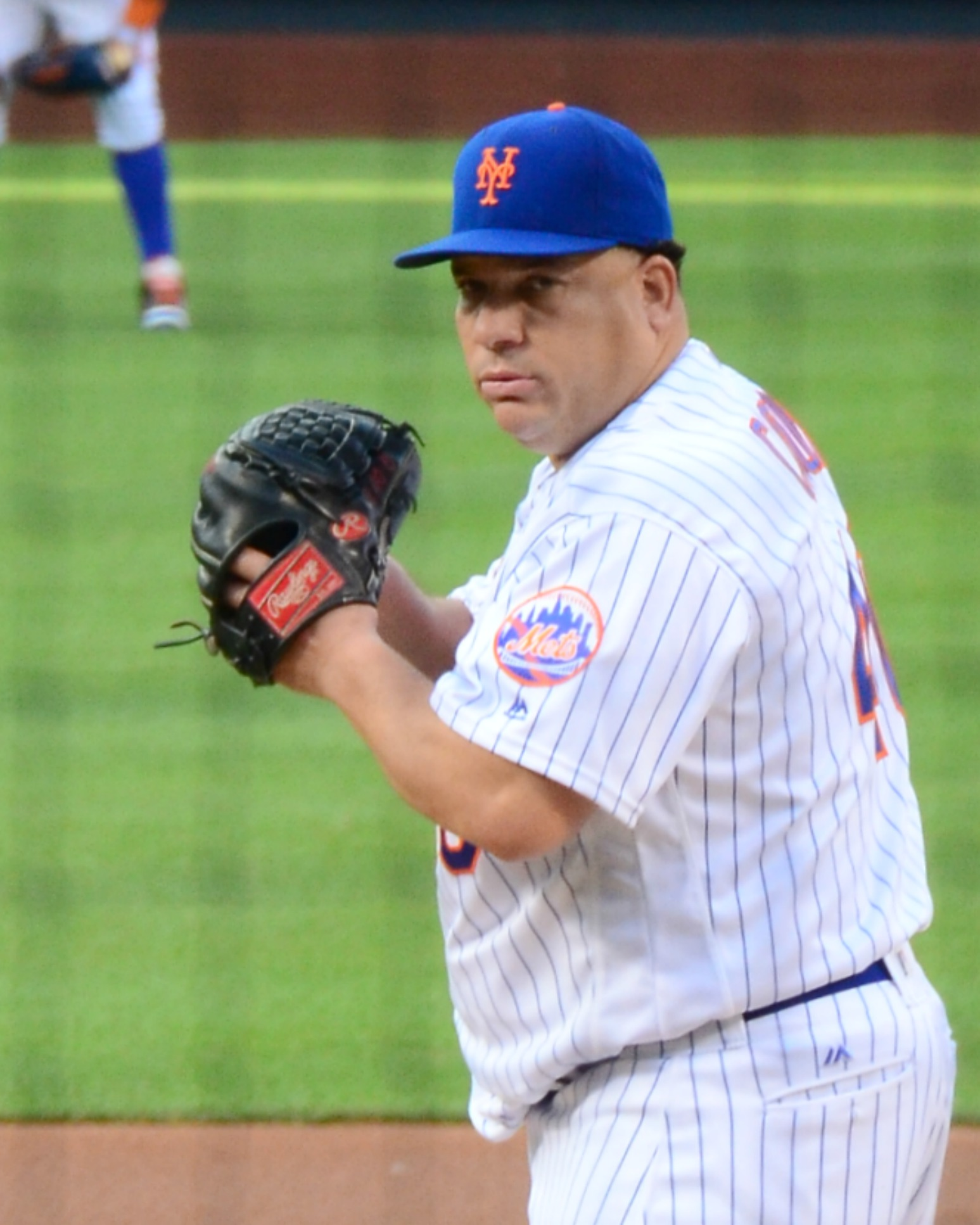
ニューヨーク・メッツ時代
（2016年6月16日）

2013年12月14日にニューヨーク・メッツと2年総額2000万ドルで契約を結んだ。
2014年8月7日のフィラデルフィア・フィリーズ戦で通算200勝を達成した。昨年より全体的に数字を落としたが、年間を通してローテーションを守り、15勝を記録して防御率4.09と一定の貢献をした。また自身8年ぶりとなる200投球回を達成した。またこの年の9月にはニューヨーク州クイーンズ区でアメリカ合衆国籍を取得した。
2015年も先発ローテーション通りに登板し、チーム最多の194.2イニングに投げた。ナショナルリーグワーストの217安打を浴びたが、完封勝利1つを含む14勝を記録し、4年連続2桁勝利以上とした。オフの11月2日にFAとなったが、12月18日にメッツと1年契約を結んだ。
また、2015年シーズンをもってそれまでのMLB現役最年長選手であったラトロイ・ホーキンスが引退したため、2016年シーズンからはMLB現役最年長選手となった。
2016年5月7日のサンディエゴ・パドレス戦ではキャリア初の本塁打を放った。42歳11カ月でのメジャーリーグ初本塁打はランディ・ジョンソンの40歳を抜いて最年長記録。同15日には初四球も記録した。シーズンを通じては年間を通じてローテーションを守り、4年連続となる投球回数190回以上、5年連続となる2桁勝利を記録。防御率も3年ぶりに4点台を下回り、ナ・リーグ全体で13位と現役最高齢にしてなお一戦級の実力があることを示した。オフの11月3日にFAとなった。

### ブレーブス時代
2016年11月17日にアトランタ・ブレーブスと1年総額1250万ドルで契約を結んだ。
2017年はシーズン開幕前の2月8日に指名投手枠で第4回WBCのドミニカ共和国代表に選出された。シーズンでは6月6日に左腹斜筋の張りで10日間の故障者リストに入り、28日に復帰したが、当日先発登板したパドレス戦で4回6失点で降板、2勝8敗、防御率8.14の成績となり、翌29日にDFAとなった。7月4日に自由契約となった。

### ツインズ時代
2017年7月7日にミネソタ・ツインズとマイナー契約を結んだ。7月18日にメジャー契約を結び、アクティブ・ロースター入りした。8月20日のアリゾナ・ダイヤモンドバックス戦に勝利し、史上18人目の全30球団からの勝利を達成した。しかしそれ以外では振るわず、移籍後は15試合の先発登板で5勝6敗、防御率5.18であった。シーズン通算では28試合の先発登板で7勝14敗、防御率6.48に終わり、連続2桁勝利は5年で、規定投球回到達は4年で途切れてしまった。オフの11月2日にFAとなった。

### レンジャーズ時代
2018年2月4日にテキサス・レンジャーズとマイナー契約を結び、スプリングトレーニングに招待選手として参加することになった。3月24日に一旦自由契約となるが、26日にマイナー契約で再契約した。4月2日にメジャー契約を結び、アクティブ・ロースター入りした。この年は28試合（先発24試合）に登板して7勝12敗、防御率5.78、81奪三振を記録した。オフの10月29日にFAとなった。

### メキシカンリーグ時代
2021年2月15日に、メキシカンリーグのモンクローバ・スティーラーズと契約した。
2022年8月5日にリーガ・デ・ベイスボル・プロフェシオナル・デ・ラ・レプブリカ・ドミニカーナのアギラス・シバエーニャスでシーズンを過ごしたあと引退することが発表された。

### 引退後
2023年9月15日にベースボール・ユナイテッドの共同オーナーとして参入した。

## 選手としての特徴
強靭な脚力を持ち味とし、捕手のような極端なショートアーマー（バックスイングの際に腕を完全には引かない動き）の腕の振りから投げる2種類の速球を武器とし、かつて最速101mph（約163km/h）を記録したノビのあるフォーシームは、2015年時点で平均90mph（約145km/h）と衰えたものの変わらぬノビがあり、基本球種としている平均87mph（約140km/h）のツーシームは右打者の手元で食い込むように動く。他にも大きく横に変化するスライダーや対左打者にはサークルチェンジを投げる。また、1996年にマリアノ・リベラからカッターの握り方を教わっており、ごく稀に投げることがある。また、エンゼルス時代までは80mph（約128km/h）前後のカーブも投げていたが、2008年以降は投げていない。
試合の後半になるにつれて球の威力が増す傾向がある一方で、対戦打者のレベルに合わせて投げてしまう。

## 女性問題
2018年シーズン中の『日刊ゲンダイDIGITAL』の報道によると、妻との間に子供が4人いるが4歳年下の愛人の間に1男1女がおり、この愛人が2016年に養育費の支払いの遅滞を巡る訴訟を起こしたため、コローンの愛人と隠し子の存在が露見してしまったとのこと。

## 詳細情報

### 年度別投手成績
| 年 度     | 球 団     | 登 板 | 先 発 | 完 投 | 完 封 | 無 四 球 | 勝 利 | 敗 戦 | セ 丨 ブ | ホ 丨 ル ド | 勝 率 | 打 者 | 投 球 回 | 被 安 打 | 被 本 塁 打 | 与 四 球 | 敬 遠 | 与 死 球 | 奪 三 振 | 暴 投 | ボ 丨 ク | 失 点 | 自 責 点 | 防 御 率 | W H I P |
| --------- | --------- | ----- | ----- | ----- | ----- | -------- | ----- | ----- | -------- | ----------- | ----- | ----- | -------- | -------- | ----------- | -------- | ----- | -------- | -------- | ----- | -------- | ----- | -------- | -------- | ------- |
| 1997      | CLE       | 19    | 17    | 1     | 0     | 0        | 4     | 7     | 0        | --          | .364  | 427   | 94.0     | 107      | 12          | 45       | 1     | 3        | 66       | 5     | 0        | 66    | 59       | 5.65     | 1.62    |
| 1998      | CLE       | 31    | 31    | 6     | 2     | 0        | 14    | 9     | 0        | --          | .609  | 883   | 204.0    | 205      | 15          | 79       | 5     | 3        | 158      | 4     | 0        | 91    | 84       | 3.71     | 1.39    |
| 1999      | CLE       | 32    | 32    | 1     | 1     | 1        | 18    | 5     | 0        | 0           | .783  | 858   | 205.0    | 185      | 24          | 76       | 5     | 7        | 161      | 4     | 0        | 97    | 90       | 3.95     | 1.27    |
| 2000      | CLE       | 30    | 30    | 2     | 1     | 0        | 15    | 8     | 0        | 0           | .652  | 807   | 188.0    | 163      | 21          | 98       | 4     | 4        | 212      | 4     | 0        | 86    | 81       | 3.88     | 1.39    |
| 2001      | CLE       | 34    | 34    | 1     | 0     | 0        | 14    | 12    | 0        | 0           | .538  | 947   | 222.1    | 220      | 26          | 90       | 2     | 2        | 201      | 4     | 1        | 106   | 101      | 4.09     | 1.39    |
| 2002      | CLE       | 16    | 16    | 4     | 2     | 0        | 10    | 4     | 0        | 0           | .714  | 467   | 116.1    | 104      | 11          | 31       | 1     | 2        | 75       | 3     | 0        | 37    | 33       | 2.55     | 1.16    |
| 2002      | MON       | 17    | 17    | 4     | 1     | 0        | 10    | 4     | 0        | 0           | .714  | 499   | 117.0    | 115      | 9           | 39       | 4     | 0        | 74       | 1     | 0        | 48    | 43       | 3.31     | 1.32    |
| '02計     | MON       | 33    | 33    | 8     | 3     | 0        | 20    | 8     | 0        | 0           | .714  | 966   | 233.1    | 219      | 20          | 70       | 5     | 2        | 149      | 4     | 0        | 85    | 76       | 2.93     | 1.24    |
| 2003      | CWS       | 34    | 34    | 9     | 0     | 1        | 15    | 13    | 0        | 0           | .536  | 984   | 242.0    | 223      | 30          | 67       | 3     | 5        | 173      | 8     | 3        | 107   | 104      | 3.87     | 1.20    |
| 2004      | ANA LAA   | 34    | 34    | 0     | 0     | 0        | 18    | 12    | 0        | 0           | .600  | 897   | 208.1    | 215      | 38          | 71       | 1     | 3        | 158      | 1     | 0        | 122   | 116      | 5.01     | 1.37    |
| 2005      | ANA LAA   | 33    | 33    | 2     | 0     | 2        | 21    | 8     | 0        | 0           | .724  | 906   | 222.2    | 215      | 26          | 43       | 0     | 3        | 157      | 2     | 1        | 93    | 86       | 3.48     | 1.16    |
| 2006      | ANA LAA   | 10    | 10    | 1     | 1     | 0        | 1     | 5     | 0        | 0           | .167  | 251   | 56.1     | 71       | 11          | 11       | 0     | 3        | 31       | 1     | 0        | 39    | 32       | 5.11     | 1.46    |
| 2007      | ANA LAA   | 19    | 18    | 0     | 0     | 0        | 6     | 8     | 0        | 1           | .429  | 453   | 99.1     | 132      | 15          | 29       | 1     | 5        | 76       | 1     | 0        | 74    | 70       | 6.34     | 1.62    |
| 2008      | BOS       | 7     | 7     | 0     | 0     | 0        | 4     | 2     | 0        | 0           | .667  | 173   | 39.0     | 44       | 5           | 10       | 0     | 2        | 27       | 0     | 0        | 23    | 17       | 3.92     | 1.38    |
| 2009      | CWS       | 12    | 12    | 0     | 0     | 0        | 3     | 6     | 0        | 0           | .333  | 276   | 62.1     | 69       | 13          | 21       | 3     | 2        | 38       | 1     | 0        | 42    | 29       | 4.19     | 1.44    |
| 2011      | NYY       | 29    | 26    | 1     | 1     | 1        | 8     | 10    | 0        | 0           | .444  | 694   | 164.1    | 172      | 21          | 40       | 3     | 3        | 135      | 0     | 0        | 85    | 73       | 4.00     | 1.29    |
| 2012      | OAK       | 24    | 24    | 0     | 0     | 0        | 10    | 9     | 0        | 0           | .526  | 636   | 152.1    | 161      | 17          | 23       | 3     | 1        | 91       | 0     | 0        | 62    | 58       | 3.43     | 1.21    |
| 2013      | OAK       | 30    | 30    | 3     | 3     | 0        | 18    | 6     | 0        | 0           | .750  | 769   | 190.1    | 193      | 14          | 29       | 0     | 0        | 117      | 1     | 0        | 60    | 56       | 2.65     | 1.17    |
| 2014      | NYM       | 31    | 31    | 0     | 0     | 0        | 15    | 13    | 0        | 0           | .534  | 694   | 202.1    | 218      | 22          | 30       | 3     | 3        | 151      | 2     | 0        | 97    | 92       | 4.09     | 1.23    |
| 2015      | NYM       | 33    | 31    | 1     | 1     | 1        | 14    | 13    | 0        | 0           | .519  | 815   | 194.2    | 217      | 25          | 24       | 5     | 4        | 136      | 1     | 0        | 94    | 90       | 4.16     | 1.24    |
| 2016      | NYM       | 34    | 33    | 0     | 0     | 0        | 15    | 8     | 0        | 0           | .652  | 791   | 191.2    | 200      | 24          | 32       | 2     | 3        | 128      | 0     | 0        | 81    | 73       | 3.43     | 1.21    |
| 2017      | ATL       | 13    | 13    | 0     | 0     | 0        | 2     | 8     | 0        | 0           | .200  | 299   | 63.0     | 92       | 11          | 20       | 0     | 1        | 42       | 1     | 0        | 66    | 57       | 8.14     | 1.78    |
| 2017      | MIN       | 15    | 15    | 1     | 0     | 0        | 5     | 6     | 0        | 0           | .455  | 349   | 80.0     | 100      | 17          | 15       | 0     | 0        | 47       | 0     | 1        | 46    | 46       | 5.18     | 1.44    |
| '17計     | MIN       | 28    | 28    | 1     | 0     | 0        | 7     | 14    | 0        | 0           | .333  | 648   | 143.0    | 192      | 28          | 35       | 0     | 1        | 89       | 1     | 1        | 112   | 103      | 6.48     | 1.59    |
| 2018      | TEX       | 28    | 24    | 1     | 0     | 1        | 7     | 12    | 0        | 0           | .368  | 628   | 146.1    | 172      | 32          | 25       | 1     | 3        | 81       | 2     | 0        | 97    | 94       | 5.78     | 1.35    |
| MLB：21年 | MLB：21年 | 565   | 552   | 38    | 13    | 7        | 247   | 188   | 0        | *1          | .568  | 14655 | 3461.2   | 3593     | 439         | 948      | 47    | 64       | 2535     | 45    | 6        | 1719  | 1584     | 4.12     | 1.31    |

- 各年度の太字はリーグ最高
- 「-」は記録なし
- 通算成績の「*数字」は不明年度があることを示す
- ANA（アナハイム・エンゼルス）は、2005年にLAA（ロサンゼルス・エンゼルス・オブ・アナハイム）に球団名を変更

### 年度別守備成績
| 年 度 | 球 団   | 投手（P） | 投手（P） | 投手（P） | 投手（P） | 投手（P） | 投手（P） |
| 年 度 | 球 団   | 試 合     | 刺 殺     | 補 殺     | 失 策     | 併 殺     | 守 備 率  |
| ----- | ------- | --------- | --------- | --------- | --------- | --------- | --------- |
| 1997  | CLE     | 19        | 6         | 17        | 5         | 3         | .821      |
| 1998  | CLE     | 31        | 13        | 34        | 1         | 1         | .979      |
| 1999  | CLE     | 32        | 20        | 31        | 2         | 4         | .962      |
| 2000  | CLE     | 30        | 17        | 18        | 2         | 1         | .946      |
| 2001  | CLE     | 34        | 12        | 27        | 1         | 4         | .975      |
| 2002  | CLE     | 16        | 7         | 12        | 2         | 3         | .923      |
| 2002  | MON     | 17        | 6         | 15        | 1         | 1         | .955      |
| '02計 | MON     | 33        | 13        | 32        | 3         | 4         | .938      |
| 2003  | CWS     | 34        | 12        | 17        | 3         | 3         | .906      |
| 2004  | ANA LAA | 34        | 8         | 30        | 3         | 4         | .927      |
| 2005  | ANA LAA | 33        | 8         | 16        | 0         | 0         | 1.000     |
| 2006  | ANA LAA | 10        | 4         | 7         | 1         | 0         | .917      |
| 2007  | ANA LAA | 19        | 3         | 8         | 1         | 1         | .917      |
| 2008  | BOS     | 7         | 2         | 4         | 2         | 0         | .750      |
| 2009  | CWS     | 12        | 1         | 12        | 1         | 0         | .929      |
| 2011  | NYY     | 29        | 10        | 18        | 1         | 1         | .966      |
| 2012  | OAK     | 24        | 6         | 18        | 4         | 2         | .857      |
| 2013  | OAK     | 30        | 6         | 22        | 1         | 1         | .966      |
| 2014  | NYM     | 31        | 11        | 27        | 5         | 2         | .884      |
| 2015  | NYM     | 33        | 9         | 32        | 3         | 6         | .932      |
| 2016  | NYM     | 34        | 12        | 40        | 3         | 5         | .945      |
| 2017  | ATL     | 13        | 3         | 19        | 2         | 3         | .917      |
| 2017  | MIN     | 15        | 5         | 5         | 0         | 0         | 1.000     |
| '17計 | MIN     | 28        | 8         | 24        | 2         | 3         | .941      |
| 2018  | TEX     | 28        | 7         | 22        | 4         | 2         | .879      |
| MLB   | MLB     | 565       | 188       | 456       | 48        | 47        | .931      |

- 各年度の太字はリーグ最高
- ANA（アナハイム・エンゼルス）は、2005年にLAA（ロサンゼルス・エンゼルス・オブ・アナハイム）に球団名を変更

### タイトル
- 最多勝利：1回（2005年）

### 表彰
- サイ・ヤング賞：1回（2005年）
- プレイヤーズ・チョイス・アワーズ優秀投手：1回（2005年）
- ピッチャー・オブ・ザ・マンス：4回（1998年6月、2002年5月、2005年8月、2013年6月）

### 記録
- MLBオールスターゲーム選出：4回（1998年、2005年、2013年、2016年）
- 全30球団から勝利：2017年8月20日、史上18人目
- 史上最年長初本塁打：42歳348日、2017年5月7日　※ランディ・ジョンソンの40歳9日を更新[40]
- ドミニカ共和国出身選手としての記録
  - 通算勝利：247（1位）※フアン・マリシャルの243を更新
  - 通算敗戦：188（1位）※フアン・マリシャルの142を更新
  - 通算投球回：3461.2（2位）※フアン・マリシャルの3507に次ぐ
  - 通算奪三振：2535（2位）※ペドロ・マルティネスの3154に次ぐ
- 最多勝利のラテンアメリカ投手：247勝　※デニス・マルティネスの245勝を更新

### 背番号
- 40（1997年 - 2003年、2005年 - 2009年、2011年、2013年 - 2018年）
- 21（2004年、2012年）

### 代表歴
- 2006 ワールド・ベースボール・クラシック・ドミニカ共和国代表